# Diana Athill
Diana Athill OBE (* 21. Dezember 1917 in London; † 23. Januar 2019 ebenda) war eine britische Autorin, Memoirenschreiberin, Literaturkritikerin und Verlegerin.

## Leben
Athill studierte an der Lady Margaret Hall der Universität Oxford und ging nach ihrem Abschluss im Jahre 1939 zur BBC, wo sie den Zweiten Weltkrieg über arbeitete. Sie unterstützte André Deutsch 1948 bei der Gründung des Verlages Allan Wingate, der 1952 im Verlag André Deutsch Ltd. aufging.
Zu den von Athill im Laufe der Jahre geförderten Autoren zählen Philip Roth, Norman Mailer, John Updike, Mordecai Richler, Simone de Beauvoir, Jean Rhys, Gitta Sereny, Brian Moore und V. S. Naipaul.
Mit 75 Jahren ging Athill in den Ruhestand, schrieb jedoch ihre Memoiren in mehreren Bänden und übersetzte verschiedene Werke aus dem Französischen.

## Ehrungen und Auszeichnungen
- 1987: J.R. Ackerley Prize for Autobiography für After a Funeral
- 2008: Costa Book Award für den Memoirenband Somewhere Towards The End
- 2009: Officer of the Order of the British Empire (OBE)
- 2010: National Book Critics Circle Award des US-Kritiker-Kreises für Somewhere Towards the End

## Werke (Auswahl)
Belletristik
- An Unavoidable Day. Kurzgeschichten. 1962.
- Don't Look at Me Like That: a Novel. Chatto & Windus, London 1967. (Neuauflage: Granta, London 2001, ISBN 1-86207-441-0)
- Midsummer Night in the Workhouse. short stories. Persephone Books, London 2011, ISBN 978-1-903155-82-0.

Biografie
- André Deutsch. The Great Persuader. In: Richard Abel, Graham Gordon (Hrsg.): Immigrant Publishers – The Impact of Expatriate Publishers in Britain and America in the 2oth Century. Transaction Publishers, New Brunswick (New Jersey) 2009, ISBN 978-1-4128-0871-2, S. 29–40.

Autobiografien
- Instead of a Letter. Chatto & Windus, London 1963.
- After a Funeral. Jonathan Cape, London 1986, ISBN 0-224-02834-0.
- Make Believe. Sinclair-Stevenson, London 1993.
- Stet. A Memoir. Grove Press, New York 2001, ISBN 0-8021-1683-3.
- Yesterday Morning: a Very English Childhood. Granta, London 2002.
- Somewhere Towards the End. Granta, London 2008.
  - deutsch: Irgendwo ein Ende: Vom guten Leben im Alter. übersetzt von Reinhild Böhnke. Ullstein Verlag, Berlin 2010, ISBN 978-3-550-08838-4.
- Life Class: the Selected Memoirs of Diana Athill. Granta, London 2009, ISBN 978-1-84708-123-0.
- Instead of a Book. Letters to a Friend. Granta, London 2012, ISBN 978-1-84708-414-9.
- Alive, Alive Oh!: And Other Things That Matter. London : Granta, 2015, ISBN 978-1-78378-254-3.
- A Florence Diary. Granta, London 2016, ISBN 978-1-78378-316-8.